# Collegio elettorale di Pisa I (Regno di Sardegna)
Il collegio elettorale di Pisa I è stato un collegio elettorale uninominale del Regno di Sardegna, uno dei sette della provincia di Pisa. Fu istituito col regio decreto del 21 gennaio 1860 promulgato del governo provvisorio guidato da Bettino Ricasoli. 
Il regio decreto affidava ai gonfalonieri il compito di definire il territorio di questo collegio e di quello denominato Pisa II: "I gonfalonieri di concerto col prefetto determineranno la circoscrizione dei due collegi assegnati a questa comunità".

## Dati elettorali
Nel collegio si svolsero votazioni solo per la settima legislatura. In seguito il territorio confluì nel collegio di Pisa del Regno d'Italia.

### VII legislatura
Le votazioni si svolsero in 387 collegi uninominali a doppio turno. Come previsto dalla legge elettorale del 20 novembre 1859, era eletto al primo turno il candidato che «riunisce in suo favore più del terzo dei voti del total numero dei membri componenti il collegio e più della metà dei suffragi dati dai votanti presenti all'adunanza» (art. 91). Se nessun candidato era eletto, al ballottaggio tra i due candidati con più voti era eletto chi otteneva il maggior numero di voti (art. 92) o, in caso di ugual numero di voti, il maggiore d'età (art. 93).
| Partito                            | Partito                            | Candidato                          | Primo turno 25 marzo 1860 | Primo turno 25 marzo 1860 | Ballottaggio 29 marzo 1860 | Ballottaggio 29 marzo 1860 |
| Partito                            | Partito                            | Candidato                          | Voti                      | %                         | Voti                       | %                          |
| ---------------------------------- | ---------------------------------- | ---------------------------------- | ------------------------- | ------------------------- | -------------------------- | -------------------------- |
|                                    | —                                  | Paolo Emilio Imbriani              | 127                       | 39,56                     | 248                        | 65,61                      |
|                                    | —                                  | Giuseppe Toscanelli                | 194                       | 60,44                     | 130                        | 34,39                      |
|                                    |                                    |                                    |                           |                           |                            |                            |
| Iscritti                           | Iscritti                           | Iscritti                           | 725                       | 100,00                    | 725                        | 100,00                     |
| ↳ Votanti (% su iscritti)          | ↳ Votanti (% su iscritti)          | ↳ Votanti (% su iscritti)          | 413                       | 56,97                     | 384                        | 52,97                      |
| ↳ Voti validi (% su votanti)       | ↳ Voti validi (% su votanti)       | ↳ Voti validi (% su votanti)       | 321                       | 77,72                     | 378                        | 98,44                      |
| ↳ Schede non valide (% su votanti) | ↳ Schede non valide (% su votanti) | ↳ Schede non valide (% su votanti) | 92                        | 22,28                     | 6                          | 1,56                       |
| ↳ Astenuti (% su iscritti)         | ↳ Astenuti (% su iscritti)         | ↳ Astenuti (% su iscritti)         | 312                       | 43,03                     | 341                        | 47,03                      |